# Années 10 av. J.-C.
Les années 10 av. J.-C. couvrent les années 19 av. J.-C. à 10 av. J.-C..

## Événements

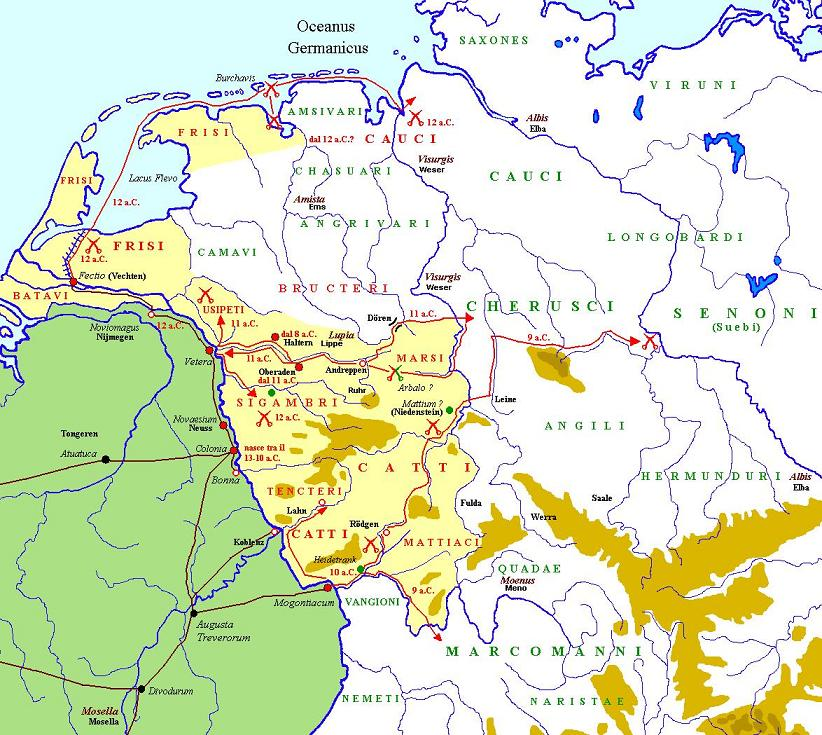
Campagnes victorieuses de Drusus, fils de Livie, en Germanie. Il profite des dissensions entre les Chattes et les Sicambres. Il crée les provinces de Rhétie et de Vindélicie, annexe le royaume du Norique et reçoit le surnom de Germanicus (12-9 av. J.-C.). Il soumet les Germains jusqu’à la Frise (première mention des Bataves comme alliés des Romains, qui seraient, selon Tacite, issus des Chattes établis en Thuringe).

- 20-18 av. J.-C. : Agrippa fait de Lyon (Lugdunum) le point de convergence du réseau routier gallo-romain[1].
- 18 av. J.-C. : fondation du royaume de Paekche[2].
- 16-13 av. J.-C. : organisation de la Gaule et de l'Espagne en provinces romaines : Gaule belgique, Gaule aquitaine et Gaule lyonnaise ; Bétique,  Lusitanie, Tarraconaise[3].
- 16-7 av. J.-C. : conquête romaine de la Rhétie et de l'arc alpin. La frontière de l'empire romain atteint le Danube[4].
- Avant 14 av. J.-C. : selon Pline, les cités de Narbonnaise Aix (Aquae Sextiae), Apt (Apta Julia), Avignon, Carcassonne, Carpentras, Riez, Ruscino, les Rutènes provinciaux, Toulouse, les Tricastins et les Voconces obtiennent le statut de colonie de Droit Latin[5].
- 13-9 av. J.-C. : campagne d'Illyrie[4].
- 12-9 av. J.-C. : campagnes de Drusus en Germanie. Il est chargé par Auguste de la construction de 50 forts sur la rive gauche du Rhin, entre la mer du Nord et Vindonissa via Ara Ubiorum (Cologne). Création des camps fortifiés de Noviomagus Batavorum (Nimègue) de Castra Vetera (Xanten), de Novaesium (Neuss), de Bonna, (Bonn), d’Antunnacum (Andernach), de Confluentes (Coblence) de Bingium (Bingen), de Mogontiacum (Mayence), Borbetomagus (Worms), de Noviomagus du Sud (Spire), d’Argentoratum (Strasbourg), pour surveiller les territoires entre Rhin et Elbe[6],[7]. Un pont est construit sur le Rhin en territoire ubien, près de Bonna, future Bonn[8].
- 12-7 av. J.-C. : réalisation de la carte d'Agrippa, carte routière de l'Empire romain[9].

- Labéon (Marcus Antistius Labeo) fonde une école de droit à Rome, qui deviendra l'École proculienne. Républicain, il s'oppose à son rival Capiton (Gaius Ateius Capito), partisan de l'empire, dont le disciple Masurius Sabinus donne son nom à l'École sabinienne[10].
- Bathylle et son rival Pylade présentent des spectacles de pantomime, avec musique et danse, à Rome, qui connaissent une grande vogue[11].

## Personnalités significatives
- Auguste
- Marcus Vipsanius Agrippa